# 萊克多巴胺
萊克多巴胺（英語：Ractopamine）是一種β促效劑（β-agonist）藥物，用以助長豬、牛、火雞生出瘦肉，減少體脂肪。是瘦肉精中最常见的一種，其肉品殘留毒性遠低於具有相同功能的其他動物飼料添加物。美國称在其测定的容許殘留量下合法使用，將不會對人類造成中毒或短期危害。但目前的實驗數據無法確定其是否會對人體產生其他副作用，人體長期攝取殘留的萊克多巴胺是否會造成健康問題也尚不清楚，但其受試臨床表現較多為心跳過速，面頸、四肢肌肉顫抖，頭暈、頭疼、噁心、嘔吐，特別是患有高血壓、心臟病的病人，可能會加重病情導致意外，且因瘦肉精相關成份多為禁藥組成故國際體育賽事上被禁用。
美國食品藥品監督管理局（FDA）認為在安全殘留量內的安全性通過了科學檢驗，因此允許在飼料中添加使用，但不得直接使用於人體。除美國外，全世界核准於飼料中添加萊克多巴胺的國家，包括加拿大、墨西哥、印尼、南非、巴西、澳大利亞、紐西蘭、馬來西亞、菲律賓、祕魯、哥倫比亞、泰國、哥斯大黎加等二十餘國。
歐盟食品安全局（EFSA）認為這些科學檢驗數據，其中人體實驗的樣本數太少（只有六例，且其中一人出現心悸現象，中止實驗），沒有採取雙盲測試，而且所有數據都由負責製造萊克多巴胺的美國愛蘭可公司（Elanco）提供，缺乏可靠性，認定此藥物在科學上無法確保安全無虞，因此禁用。歐盟、俄羅斯、中华人民共和国等世界上多過160个國家，目前也仍然禁用此類添加物。
聯合國國際食品法典委員會在2012年決議，將萊克多巴胺視為動物用藥，作用增進生長用途，並且訂定在牛與豬隻的殘留標準：肉跟脂肪不得超過10ppb，肝臟內不得超過40ppb，腎臟內不得超過90ppb。目前訂定了萊克多巴胺於豬肉殘留量的國家或地区包括美國、加拿大、澳洲、日本、韓國、紐西蘭、馬來西亞、新加坡、墨西哥、南非、巴西、菲律賓、秘魯、哥倫比亞、香港、越南、智利、印尼、哥斯大黎加、尼加拉瓜。其餘國家或地区如土耳其、新加坡、以色列、澳門、烏克蘭等目前已遵守WTO規則，在Codex訂定容許量內開放含萊劑豬肉進口，共計已有109个國家或地区同意含有萊克多巴胺的肉品進口。目前尚未核准進口的包括中國、俄羅斯、英國、白俄羅斯及歐盟國家。

## 歷史
萊克多巴胺原先是研發作為氣喘用藥，但未通過美國食品藥物管理局的人體實驗。因為發現它能夠增加動物肌肉，因此被使用為飼料添加劑。

## 人體使用
在醫學上，萊克多巴胺不能直接使用於人體，作為藥物或食品添加劑之用。因為可能導致心跳加速，心律不整、心肌缺血等副作用。

## 飼料添加物名稱

### 培林
用於豬隻飼料添加物的商品名稱「培林」（Paylean®），是由美國的礼来公司所生產，內含鹽酸萊克多巴胺（ractopamine hydrochloride）。
美国食品药品监督管理局在1999年12月22日允許使用培林，另外還有多於20個國家允許培林的使用，包括澳洲、巴西、加拿大、墨西哥以及泰國等地。其他多數國家（如歐盟）則禁止使用此添加物，包括在2002年禁用的中华人民共和国。

### 歐多福斯
用於牛的商品名稱為「歐多福斯」（Optaflexx®）。
僅美國、加拿大、墨西哥、印尼四國開放使用。

### 湯瑪士
用於火雞的商品名稱為「湯瑪士」（Topmax®）。
僅美國、加拿大兩國開放使用。

## 動物實驗

### 豬
萊克多巴胺可促進動物肌肉的生長，此物質並非類固醇或荷爾蒙，而是一種稱為β促效劑（β-agonist）的化合物，只需要少量即可使動物，尤其是豬隻的蛋白質顯著增加，並使脂肪的生成量減少。以90磅的體重為例，只須在飼料中添加每噸18.5克的萊克多巴胺（也就是20ppm，ppm為「百萬分之一」之義），就可以使蛋白質的產量增加24%，並使脂肪產量減少34%。。

### 狗
在一篇名為《灰狗在投與萊克多巴胺之心肌毒性》的研究中，證實餵食1 mg/kg高劑量的萊克多巴胺，將導致心臟肌肉纖維化。

## 急性中毒與致死劑量

### 急性毒性
在動物實驗中，小鼠的半數致死量為3,547-2,545 mg/kg，大鼠的半數致死量為474-365 mg/kg。

### 中毒徵狀
在大量食用含有萊克多巴胺殘留的肉類或內臟時，可能引發中毒徵狀，噁心、頭暈、肌肉顫抖、心悸、血壓上升、促進心血管疾病等。

## 副作用
在豬隻的動物實驗中，餵食藥劑後，許多豬隻的新陳代謝出了問題，而且產生攻擊性、情緒緊繃等情緒上的問題。母豬會出現雄性化現象，導致卵巢萎縮。
FDA的內部文件顯示，從2002年至2011年3月，培林已造成超過21萬8,000隻豬死亡或生病，機率遠超過市場上的其他動物用藥。
愛蘭可公司對萊克多巴胺進行人體安全性實驗時，參與實驗的六個人中，有一人出現心悸現象而退出實驗，但實驗報告中並沒有追蹤該名實驗者的後續身體狀況，也未列入數據中。2002年，美国食品药品监督管理局（FDA）對愛蘭可公司發出警告信函，認為愛蘭可提供的萊克多巴胺安全性評估數據、藥物效用報告並不完整。FDA同時要求愛蘭可在產品標籤上加註，心血管疾病患者使用該產品時必須提高警覺，要穿戴手套、口罩和防護衣，避免暴露在帶有萊克巴多胺成分的環境中。因此，醫學界認為，萊克多巴胺對於罹患心血管疾病、肝腎疾病與代謝疾病等患者有潛在的危險性，應避免攝取，十八個月以下嬰幼兒及哺乳婦女等也最好避免。
2010年英國諾丁漢大學等學者追蹤500乳癌病人近10年報告指出，使用B型腎上腺作用拮抗劑的乳癌病人，癌症轉移率和10年死亡率，「明顯」低於沒有這類藥物的病友，其中，癌症轉移率風險少了57%，10年總死亡率少72%。但仍無法肯定B型腎上腺受體素會增加乳癌擴散風險。一些動物試驗顯示，瘦肉精會使癌細胞轉移能力增加30倍。

## 最高殘留限量（MRLs）及许可情况
- 聯合國糧食及農業組織（FAO）與世界衛生組織（WHO），2004年由JECFA（Joint FAO/WHO Expert Committee on Food Additives）進行評估[49]，2006年向食品法典委員會（Codex Alimentarius Commission）提出草案[50]。2012年7月5日，國際食品法典委員會，因缺乏共識，美方提議表決，以69對67通過萊克多巴胺殘留容許量標準，其中只包括牛與豬，但火雞部份沒有訂立[51][52]。
  - 肌肉和脂肪（牛和豬）：10 ppb
  - 肝（牛和豬）：40 ppb
  - 腎（牛和豬）：90 ppb
  - 肺（牛和豬），被排除在外
  - 火雞，沒有訂立
- 美國[53]
  - 牛肉：30 ppb
  - 牛肝（內臟）：90 ppb
  - 豬肉：50 ppb
  - 豬肝（內臟）：150 ppb
  - 火雞肉：100 ppb
  - 火雞肝（內臟）：450 ppb
- 歐盟
  - 2009年，歐盟宣布，因為存在太多不確定因素，即使以最嚴格的標準來制定萊克多巴胺的每日容許攝取量（ADI）和最大殘留限量（MRLs），都無法確保安全無虞，因此禁用萊克多巴胺以及維持零檢出標準。[6]
  - 2012年7月6日，歐盟對於國際食品法典委員會的表決結果感到令人遺憾，重申立場，認為為萊克多巴胺訂出國際標準是沒有道理的。歐盟仍然堅決反對將萊克多巴胺用於豬和牛，即使採用最高殘留限量（MRLs）仍然有安全問題。歐盟的風險評估機構，歐洲食品安全局的結論是，即使有足夠的數據作出了萊克多巴胺最高殘留限量的提案，但危害人類健康也不能排除。由於其安全性問題，歐洲聯盟的現行法例，將留在原地。（表示不跟進Codex表決標準）[54][55]
- 中华人民共和国
  - 2002年，中华人民共和国农业部、卫生部、国家药品监督管理局联合发布《禁止在饲料和动物饮用水中使用的药物品种目录》（农业部公告第176号），禁止莱克多巴胺在动物养殖中的使用[56]。
  - 2002年8月16日，最高人民法院、最高人民检察院发布《最高人民法院、最高人民检察院关于办理非法生产、销售、使用禁止在饲料和动物饮用水中使用的药品等刑事案件具体应用法律若干问题的解释》（法释〔2002〕26号），规定非法生产、销售莱克多巴胺，情节严重的，以非法经营罪追究刑事责任。在生产、销售的饲料中添加莱克多巴胺，或者销售明知是添加莱克多巴胺的饲料，情节严重的，以非法经营罪追究刑事责任。使用莱克多巴胺的饲料养殖供人食用的动物，或者销售明知是使用莱克多巴胺或者含有莱克多巴胺的饲料养殖的供人食用的动物的，或者为之提供屠宰、加工、销售服务的，以生产、销售有毒、有害食品罪追究刑事责任[57]。
  - 2009年12月4日，中华人民共和国商务部、海关总署印发《关于禁止进出口莱克多巴胺和盐酸莱克多巴胺的公告》，规定自2009年12月9日起，禁止进出口莱克多巴胺和盐酸莱克多巴胺[58]。
  - 2011年12月5日，中华人民共和国工业和信息化部、农业部、商务部、卫生部、国家工商行政管理总局、国家质量监督检验检疫总局六部委发布联合公告（2011年第41号），要求即日起在中华人民共和国境内禁止生产和销售莱克多巴胺[56]。
  - 2013年2月18日，国家质量监督检验检疫总局发布《关于进口美国猪肉提供无莱克多巴胺检测报告的通告》（风险警示通告2013年第1号），规定自2013年3月1日起，进口肉类进口商或其代理人在入境口岸报检进口美国猪肉时，应当提供经有资质的检测机构出具的无莱克多巴胺残留的检测报告[59]。
  - 2021年1月，台湾允许含莱克多巴胺肉类进口后，台湾生产或经台湾转运的肉类产品即成为海关违禁品，禁止以任何形式输入中国大陆。
  - 检测标准为：
    - 普通飲食標準：0.001ppm（即1 ppb）[60][61]
    - 运动员興奮劑檢測標準：0.00003ppm（即3 ppt）[60][61]
- 中華民國
  - 2006年10月11日，將萊克多巴胺與其它乙類促效劑（β-agonist）類藥品公告為動物用禁藥。
  - 2012年3月5日晚間，馬英九執政時期，行政院宣布「安全容許、牛豬分離、強制標示、排除內臟」的16字政策方向。正式有條件開放時間會先與各界充分溝通後再作決定。[62]
  - 2012年7月25日，馬英九執政時期，立法院臨時會三讀，以63票贊成對46票反對，通過美牛案，含萊克多巴胺美牛於九月中旬解禁開放進口。
  - 至2014年时，食品藥物管理法规定，動物用藥殘留標準（中華民國103年4月1日部授食字第1031300872號令修正），萊克多巴胺於進口牛肉之肌肉中允許殘留0.01ppm（10~14ppb，因ppb轉換至ppm時，中華民國規定可以四捨五入，也就是14ppb=0.014ppm，四捨五入後等於0.01ppm）。[63]
  - 2020年8月28日，蔡英文執政時期，行政院依行政命令投票通過宣布開放使用萊克多巴胺豬肉與30月齡以上美牛自2021年1月1日進口，並公告需嚴格標示產地來源與排除進口殘留量較高的內臟類。[64]
  - 2021年1月1日，開放含萊克多巴胺的豬肉及內臟進口臺灣的行政命令正式施行。現行動物用藥殘留標準，僅明定牛肉的萊克多巴胺殘留容許量為0.01ppm。立法院准予備查的動物用藥殘留標準修正案，除了現行的牛肉萊劑殘值，也新增豬的萊劑殘留容許量，包含肌肉及脂（含皮）為0.01ppm、肝臟為0.04ppm、腎臟為0.04ppm、其他可供食用部位則為0.01ppm[65]。
  - 2021年12月18日，國民黨立委林為洲基於萊克多巴胺相關疑慮而舉辦的禁止萊豬進口公投，僅獲得393萬6,554張同意票，未超過成案門檻且不同意票亦高達413萬1,023張，遭到否決，因此含萊克多巴胺肉品將可繼續在合乎MRL情況下通關，避免被豎立非關稅障礙[66]。

## 外部連結
- Ractopamine (addendum) (JECFA 53, 2004) （页面存档备份，存于）
- 萊克多巴胺-董氏基金會 （页面存档备份，存于）

贊成使用
- 美國牛肉與萊克多巴胺的事實與數據 - 美國在台協會 （页面存档备份，存于）
- 美國牛肉和萊克多巴胺的補充事實與數據 - 美國在台協會 （页面存档备份，存于）
- 萊克多巴胺資訊專區 - 行政院農業委員會

反對使用
- 10個拒絕培林/瘦肉精的理由 （页面存档备份，存于）
- 義大利專家：歐盟反對瘦肉精
- 政府討論瘦肉精，誤將人豬混為一談！ （页面存档备份，存于）